# Герои Социалистического Труда Свердловской области
В настоящий список включены:
- Герои Социалистического Труда, на момент присвоения звания проживавшие на территории Свердловской области, — 310 человек;
- уроженцы Свердловской области, удостоенные звания Героя Социалистического Труда в других регионах СССР, — 46 человек;
- Герои Социалистического Труда, прибывшие в Свердловскую область на постоянное проживание из других регионов, — 11 человек;

Вторая и третья части списка могут быть неполными из-за отсутствия данных о месте рождения и месте смерти ряда Героев.
В таблицах отображены фамилия, имя и отчество Героев, должность и место работы на момент присвоения звания, дата Указа Президиума Верховного Совета СССР, отрасль народного хозяйства, место рождения, а также ссылка на биографическую статью на сайте «Герои страны». Формат таблиц предусматривает возможность сортировки по указанным параметрам путём нажатия на стрелку в нужной графе.

## История
Первое присвоение звания Героя Социалистического Труда в Свердловской области произошло 20 января 1943  года, когда Указом Президиума Верховного Совета СССР за выдающиеся заслуги в деле организации производства, конструирования и усовершенствования танков и умелое руководство заводами были награждены директора Д. Е. Кочетков, Ю. Е. Максарёв, Б. Г. Музруков и главный конструктор А. А. Морозов.
В отличие от многих регионов СССР, в Свердловской области большинство Героев Социалистического Труда приходилось не на сельское хозяйство, а на металлургическую промышленность — 89 человек. Остальные Герои работали в сфере сельского хозяйства — 58, машиностроения и строительства — по 27, оборонной промышленности — 18, транспорта, атомной и лесоперерабатывающей промышленности — по 13, энергетики — 10, угольной и радиопромышленности — по 8, промышленности стройматериалов — 5, электротехнической промышленности — 4, науки — 3, химической, нефтехимической, лёгкой, пищевой промышленности, госуправления — по 2, станкостроения, медицинской промышленности, автодорожного хозяйства, образования, здравоохранения — по 1.

## Лица, удостоенные звания Героя Социалистического Труда в Свердловской области
| № | Фамилия, имя, отчество          | Даты жизни              | Деятельность | Дата присвоения       | Отрасль        | Место рождения         | ГС       |
| - | ------------------------------- | ----------------------- | --- | --------------------- | -------------- | ---------------------- | -------- |
| 1 | Люльев Лев Вениаминович         | 17.03.1908 — 01.11.1985 | Главный конструктор Свердловского машиностроительного конструкторского бюро «Новатор» Министерства авиационной промышленности СССР                                                      | 22.07.1966 03.09.1985 | машиностроение | *Киев                  | [ ГС 1 ] |
| 2 | Морозов Александр Александрович | 29.10.1904 — 14.06.1979 | Главный конструктор Уральского танкового завода № 183 имени Коминтерна Народного комиссариата танковой промышленности СССР, гор. Нижний Тагил Свердловской области (1-я золотая звезда) | 20.01.1943 25.10.1974 | оборонпром     | *Брянская область      | [ ГС 2 ] |
| 3 | Музруков Борис Глебович         | 11.10.1904 — 31.01.1979 | Директор Уралмашзавода имени С. Орджоникидзе Народного комиссариата танковой промышленности СССР, гор. Свердловск (1-я золотая звезда)                                                  | 20.01.1943 29.10.1949 | оборонпром     | *Ленинградская область | [ ГС 3 ] |

## Уроженцы Свердловской области, удостоенные звания Героя Социалистического Труда в других регионах СССР
| №  | Фамилия, имя, отчество          | Даты жизни              | Деятельность | Дата присвоения | Отрасль         | Место рождения        | ГС        |
| -- | ------------------------------- | ----------------------- | --- | --------------- | --------------- | --------------------- | --------- |
| 1  | Агафонов Сергей Петрович        | 23.02.1918 — 07.03.1993 | Ведущий конструктор ОКБ-456 Государственного комитета Совета Министров СССР по оборонной технике, Московская область | 17.06.1961      | оборонпром      | Нижний Тагил          | [ ГС 1 ]  |
| 2  | Александров Григорий Васильевич | 23.01.1903 — 16.12.1983 | Кинорежиссёр, народный артист СССР, гор. Москва | 23.01.1973      | культура        | Екатеринбург          | [ ГС 2 ]  |
| 3  | Бакулов Игорь Алексеевич        | 13.08.1925 — 20.05.2010 | Директор Всесоюзного научно-исследовательского института ветеринарной вирусологии и микробиологии Министерства сельского хозяйства СССР, член-корреспондент Всесоюзной академии сельскохозяйственных наук имени В. И. Ленина, Владимирская область | 12.08.1985      | наука           | Екатеринбург          | [ ГС 3 ]  |
| 4  | Белоусов Сергей Георгиевич      | 06.09.1938 — 10.08.2022 | Бригадир монтажников мостостроительного отряда № 74 мостостроительного треста № 10 Министерства транспортного строительства СССР, Амурская область                                                                                                 | 10.08.1990      | строительство   | Верхняя Тура          |           |
| 5  | Боровиков Геннадий Петрович     | 11.10.1936 — 19.05.2004 | Бригадир плавильщиков производства чугунного литья Камского объединения по производству большегрузных автомобилей Министерства автомобильной промышленности СССР, Татарская АССР                                                                   | 14.09.1981      | автопром        | Байкаловский район    | [ ГС 4 ]  |
| 6  | Володин Александр Александрович | 18.12.1927 — 08.08.2013 | Директор Новокузнецкого алюминиевого завода Министерства цветной металлургии СССР, Кемеровская область | 30.03.1971      | металлургия     | Ивдель                | [ ГС 5 ]  |
| 7  | Воробьёв Николай Алексеевич     | 28.11.1913 — 13.04.2000 | Управляющий трестом «Нефтепроводмонтаж» Государственного производственного комитета по газовой промышленности СССР, Башкирская АССР | 18.11.1964      | газпром         | Серовский район       | [ ГС 6 ]  |
| 8  | Гайдук Владимир Павлович        | 01.06.1927 — 05.12.1987 | Директор совхоза «Комсомолец» Анивского района Сахалинской области | 19.08.1987      | сельхоз         | Екатеринбург          | [ ГС 7 ]  |
| 9  | Галкин Дмитрий Прохорович       | 17.03.1926 — 20.12.2014 | Директор Магнитогорского металлургического комбината имени В. И. Ленина Министерства чёрной металлургии СССР, Челябинская область | 05.03.1976      | металлургия     | Туринский район       | [ ГС 8 ]  |
| 10 | Голованов Георгий Александрович | 20.09.1923 — 06.09.2003 | Директор комбината «Апатит» имени С. М. Кирова Министерства химической промышленности СССР, гор. Кировск Мурманской области | 20.04.1971      | химпром         | Нижний Тагил          | [ ГС 9 ]  |
| 11 | Дождиков Георгий Иванович       | 1932 — ????             | Старший плавильщик медеплавильного завода Алмалыкского горно-металлургического комбината Министерства цветной металлургии СССР, Ташкентская область                                                                                                | 30.03.1971      | металлургия     |                       | [ ГС 10 ] |
| 12 | Достовалов Владимир Иванович    | род. 02.06.1933         | Бригадир монтажников монтажно-строительного управления № 88 треста «Энергоспецмонтаж» Министерства среднего машиностроения СССР, гор. Шевченко Гурьевской области                                                                                  | 26.04.1971      | атомпром        | Режевский район       | [ ГС 11 ] |
| 13 | Кабачник Мартин Израилевич      | 09.09.1908 — 15.04.1997 | Заведующий лабораторией Института элементоорганических соединений Академии наук СССР, академик АН СССР, гор. Москва | 08.09.1978      | наука           | Екатеринбург          | [ ГС 12 ] |
| 14 | Катык Сали Александрович        | 20.09.1930 — 28.05.2010 | Директор Омского завода транспортного машиностроения имени Октябрьской революции Министерства оборонной промышленности СССР | 16.06.1981      | оборонпром      | Серовский район       | [ ГС 13 ] |
| 15 | Клещёв Михаил Петрович          | 20.09.1907 — 20.08.1976 | Председатель колхоза «Родина» Катайского района Курганской области | 22.03.1966      | сельхоз         | Пышминский район      | [ ГС 14 ] |
| 16 | Колташёв Виктор Петрович        | 05.04.1925 — 06.08.2012 | Бригадир слесарей-монтажников Березниковского монтажного управления треста «Союзпроммонтаж» Министерства монтажных и специальных строительных работ СССР, Пермская область                                                                         | 26.07.1966      | строительство   | Режевский район       | [ ГС 15 ] |
| 17 | Королёв Геннадий Константинович | род. 1938               | Бригадир водителей автомобилей Курганского производственного объединения автомобильного транспорта № 1 Министерства автомобильного транспорта РСФСР                                                                                                | 02.04.1981      | транспорт       | Режевский район       | [ ГС 16 ] |
| 18 | Липатов Леонид Петрович         | 29.03.1915 — 31.12.1992 | Начальник Главзападуралстроя Министерства промышленного строительства СССР, гор. Пермь | 12.04.1974      | строительство   | Серовский район       | [ ГС 17 ] |
| 19 | Малых Владимир Александрович    | 20.01.1923 — 24.07.1973 | Заместитель директора по научной работе Обнинского физико-энергетического института Министерства среднего машиностроения СССР, Калужская область                                                                                                   | 29.07.1966      | атомпром        | Красноуфимский район  | [ ГС 18 ] |
| 20 | Мошкин Вениамин Николаевич      | 06.10.1930 — 09.06.2000 | Сталевар Павлодарского тракторного завода имени В. И. Ленина Министерства тракторного и сельскохозяйственного машиностроения СССР | 03.01.1974      | машиностроение  | Серовский район       | [ ГС 19 ] |
| 21 | Мухина Зинаида Григорьевна      | 28.09.1925 — 16.04.2013 | Токарь-наладчик Пермского машиностроительного завода имени Ф. Э. Дзержинского Министерства машиностроения СССР | 26.04.1971      | оборонпром      |                       | [ ГС 20 ] |
| 22 | Нежданов Николай Павлович       | 01.01.1932 — 14.09.2004 | Бригадир монтажников строительного управления № 44 треста «Мегионгазстрой» Министерства строительства предприятий нефтяной и газовой промышленности СССР, Ханты-Мансийский национальный округ                                                      | 05.10.1973      | строительство   | Артёмовский район     | [ ГС 21 ] |
| 23 | Некрасов Дмитрий Тимофеевич     | 1919 — ????             | Председатель колхоза «Дружба» Бережанского района Тернопольской области | 08.04.1971      | сельхоз         | Камышловский район    |           |
| 24 | Овсянников Василий Иванович     | 01.02.1939 — 09.02.2004 | Оператор поста управления стана горячей прокатки Магнитогорского металлургического комбината имени В. И. Ленина Министерства чёрной металлургии СССР, Челябинская область                                                                          | 12.05.1977      | металлургия     | Невьянский район      | [ ГС 22 ] |
| 25 | Осинцев Григорий Степанович     | 28.11.1910 — 05.10.1976 | Директор Кольчугинского завода по обработке цветных металлов имени С. Орджоникидзе Министерства цветной металлургии СССР, Владимирская область | 30.03.1971      | металлургия     | Богдановичский район  | [ ГС 23 ] |
| 26 | Павлов Александр Евстигнеевич   | 1914—1963               | Участковый механик Больше-Уринской МТС Канского района Красноярского края | 21.02.1949      | сельхоз         | Екатеринбург          | [ ГС 24 ] |
| 27 | Пашнин Олег Георгиевич          | 08.03.1926 — 30.04.1999 | Главный инженер-механик атомного ледокола «Арктика» Мурманского морского пароходства Министерства морского флота СССР | 14.09.1977      | транспорт       | Новолялинский район   | [ ГС 25 ] |
| 28 | Перевозчиков Андрей Егорович    | 24.09.1908 — 07.08.1978 | Начальник — главный конструктор Центрального конструкторского бюро «Айсберг» Министерства судостроительной промышленности СССР, гор. Ленинград | 07.01.1976      | машиностроение  | Тугулымский район     | [ ГС 26 ] |
| 29 | Петухов Василий Фёдорович       | 01.09.1910 — 07.02.1972 | Первый секретарь Кизильского райкома КПСС, Челябинская область | 11.01.1957      | госуправление   | Артинский район       | [ ГС 27 ] |
| 30 | Победоносцев Юрий Кенсоринович  | 23.08.1907 — 30.06.1987 | Главный инженер Балхашского горно-металлургического комбината Министерства цветной металлургии Казахской ССР, Карагандинская область | 20.05.1966      | металлургия     | Туринский район       | [ ГС 28 ] |
| 31 | Рагозин Владимир Семёнович      | род. 28.10.1937         | Бригадир комплексной бригады машинистов бульдозеров Алданского золотодобывающего горно-обогатительного комбината «Алданзолото» Якутского производственного золотодобывающего объединения (Якутзолото) Министерства цветной металлургии СССР        | 15.01.1985      | металлургия     | Кушва                 | [ ГС 29 ] |
| 32 | Романов Владислав Анатольевич   | 17.02.1937 — 21.03.2000 | Старший мастер Магнитогорского металлургического комбината имени В. И. Ленина Министерства чёрной металлургии СССР, Челябинская область | 28.01.1982      | металлургия     | Екатеринбург          | [ ГС 30 ] |
| 33 | Русинов Иван Сергеевич          | 25.09.1925 — 1982       | Мастер Куйбышевского химического завода Министерства химической промышленности СССР | 15.01.1974      | химпром         | Гаринский район       | [ ГС 31 ] |
| 34 | Сажин Николай Петрович          | 14.03.1897 — 23.02.1969 | Металлург, академик Академии наук СССР, гор. Москва | 14.03.1967      | наука           | Екатеринбург          | [ ГС 32 ] |
| 35 | Сандригайло Николай Фаддеевич   | 10.10.1909 — 19.12.1982 | Директор Соколовско-Сарбайского горнообогательного комбината Министерства чёрной металлургии СССР, Кустанайская область | 22.03.1966      | металлургия     | Екатеринбург          | [ ГС 33 ] |
| 36 | Силин Павел Михайлович          | 28.05.1887 — 30.09.1970 | Заведующий кафедрой Московского технологического института пищевой промышленности, профессор | 31.05.1967      | наука           | Туринский район       | [ ГС 34 ] |
| 37 | Силина Алла Ивановна            | 28.04.1926 — 17.04.1986 | Бригадир совхоза «Светлый путь» Первомайского района Алтайского края | 08.04.1971      | сельхоз         | Невьянский район      | [ ГС 35 ] |
| 38 | Суровцев Анатолий Михеевич      | 29.05.1935 — 30.07.2022 | Бригадир комплексной бригады монтажного управления № 5 домостроительного комбината № 1 Главмосстроя, гор. Москва | 09.08.1979      | строительство   | Североуральск         | [ ГС 36 ] |
| 39 | Тарасов Василий Семёнович       | 26.12.1923 — 05.11.2001 | Директор Ижевского металлургического завода Министерства оборонной промышленности СССР, Удмуртская АССР | 26.04.1971      | оборонпром      | Нижняя Салда          | [ ГС 37 ] |
| 40 | Фахрутдинов Фасхиттин Фархеевич | род. 08.07.1940         | Бригадир горнопроходческой бригады Забайкальского производственного золотодобывающего объединения Министерства цветной металлургии СССР, Читинская область                                                                                         | 29.04.1986      | металлургия     | Полевской             | [ ГС 38 ] |
| 41 | Федореева Надежда Георгиевна    | 1922 — ????             | Заведующая фельдшерско-акушерским пунктом Пограничного района Приморского края | 04.02.1969      | здравоохранение | Алапаевск             | [ ГС 39 ] |
| 42 | Федосеев Сергей Петрович        | 06.09.1905 — 15.10.1983 | Управляющий трестом «Севкавдорстрой» Министерства транспортного строительства СССР, Ставропольский край | 07.05.1971      | строительство   | Екатеринбург          | [ ГС 40 ] |
| 43 | Харитонов Василий Андреевич     | 1924 — ????             | Бригадир монтажников треста «Гидромонтаж» Министерства строительства электростанций СССР, Кировоградская область | 04.11.1961      | энергетика      |                       |           |
| 44 | Чувашова Наталья Петровна       | 07.09.1916 — 24.11.2003 | Доярка колхоза имени Ленина Дебёсского района Удмуртской АССР | 07.03.1960      | сельхоз         | Сысертский район      | [ ГС 41 ] |
| 45 | Швецов Аркадий Дмитриевич       | 24.01.1892 — 19.03.1953 | Генеральный конструктор ОКБ-19 при Молотовском моторостроительном заводе имени Я. М. Свердлова Народного комиссариата авиационной промышленности СССР, генерал-лейтенант инженерно-авиационной службы                                              | 24.01.1942      | машиностроение  | Нижнесергинский район | [ ГС 42 ] |
| 46 | Шимолин Павел Евсимонович       | 14.01.1923 — 25.10.1996 | Токарь Волжского завода цементного машиностроения «Волгоцеммаш» Министерства строительного, дорожного и коммунального машиностроения СССР, Куйбышевская область                                                                                    | 20.04.1971      | машиностроение  | Талицкий район        | [ ГС 43 ] |

Страница на сайте «Герои страны»
1. ↑  Агафонов Сергей Петрович. Дата обращения: 29 января 2021. Архивировано 2 февраля 2021 года.
2. ↑  Александров Григорий Васильевич. Дата обращения: 29 января 2021. Архивировано 3 марта 2016 года.
3. ↑  Бакулов Игорь Алексеевич. Дата обращения: 29 января 2021. Архивировано 9 января 2020 года.
4. ↑  Боровиков Геннадий Петрович. Дата обращения: 29 января 2021. Архивировано 8 февраля 2021 года.
5. ↑  Володин Александр Александрович. Дата обращения: 29 января 2021. Архивировано 1 февраля 2021 года.
6. ↑  Воробьёв Николай Алексеевич. Дата обращения: 29 января 2021. Архивировано 6 февраля 2021 года.
7. ↑  Гайдук Владимир Павлович. Дата обращения: 29 января 2021. Архивировано 19 октября 2021 года.
8. ↑  Галкин Дмитрий Прохорович. Дата обращения: 29 января 2021. Архивировано 2 февраля 2021 года.
9. ↑  Голованов Георгий Александрович. Дата обращения: 29 января 2021. Архивировано 17 января 2019 года.
10. ↑  Дождиков Георгий Иванович. Дата обращения: 1 октября 2024. Архивировано 9 октября 2024 года.
11. ↑  Достовалов Владимир Иванович. Дата обращения: 29 января 2021. Архивировано 5 января 2020 года.
12. ↑  Кабачник Мартин Израилевич. Дата обращения: 29 января 2021. Архивировано 3 февраля 2021 года.
13. ↑  Катык Сали Александрович. Дата обращения: 29 января 2021. Архивировано 3 февраля 2021 года.
14. ↑  Клещёв Михаил Петрович. Дата обращения: 29 января 2021. Архивировано 7 февраля 2021 года.
15. ↑  Колташёв Виктор Петрович. Дата обращения: 8 сентября 2021. Архивировано 9 сентября 2021 года.
16. ↑  Королёв Геннадий Константинович. Дата обращения: 31 января 2021. Архивировано 4 февраля 2021 года.
17. ↑  Липатов Леонид Петрович. Дата обращения: 29 января 2021. Архивировано 8 февраля 2021 года.
18. ↑  Малых Владимир Александрович. Дата обращения: 29 января 2021. Архивировано 19 декабря 2021 года.
19. ↑  Мошкин Вениамин Николаевич. Дата обращения: 16 июля 2024. Архивировано 16 июля 2024 года.
20. ↑  Мухина Зинаида Григорьевна. Дата обращения: 29 января 2021. Архивировано 7 февраля 2021 года.
21. ↑  Нежданов Николай Павлович. Дата обращения: 29 января 2021. Архивировано 8 февраля 2021 года.
22. ↑  Овсянников Василий Иванович. Дата обращения: 29 января 2021. Архивировано 2 февраля 2021 года.
23. ↑  Осинцев Григорий Степанович. Дата обращения: 31 января 2021. Архивировано 3 ноября 2019 года.
24. ↑  Павлов Александр Евстигнеевич. Дата обращения: 29 января 2021. Архивировано 8 февраля 2021 года.
25. ↑  Пашнин Олег Георгиевич. Дата обращения: 29 января 2021. Архивировано 17 января 2019 года.
26. ↑  Перевозчиков Андрей Егорович. Дата обращения: 29 января 2021. Архивировано 9 февраля 2021 года.
27. ↑  Петухов Василий Фёдорович. Дата обращения: 29 января 2021. Архивировано 18 января 2020 года.
28. ↑  Победоносцев Юрий Кенсоринович. Дата обращения: 29 января 2021. Архивировано 27 февраля 2022 года.
29. ↑  Рагозин Владимир Семёнович. Дата обращения: 29 января 2021. Архивировано 3 февраля 2021 года.
30. ↑  Романов Владислав Анатольевич. Дата обращения: 7 декабря 2021. Архивировано 7 декабря 2021 года.
31. ↑  Русинов Иван Сергеевич.
32. ↑  Сажин Николай Петрович. Дата обращения: 29 января 2021. Архивировано 19 декабря 2021 года.
33. ↑  Сандригайло Николай Фаддеевич. Дата обращения: 29 января 2021. Архивировано 2 ноября 2019 года.
34. ↑  Силин Павел Михайлович. Дата обращения: 29 января 2021. Архивировано 7 февраля 2021 года.
35. ↑  Силина Алла Ивановна. Дата обращения: 29 января 2021. Архивировано 27 октября 2020 года.
36. ↑  Суровцев Анатолий Михеевич. Дата обращения: 29 января 2021. Архивировано 1 февраля 2021 года.
37. ↑  Тарасов Василий Семёнович. Дата обращения: 29 января 2021. Архивировано 19 декабря 2021 года.
38. ↑  Фахрутдинов Фасхиттин Фархеевич. Дата обращения: 29 января 2021. Архивировано 1 февраля 2021 года.
39. ↑  Федореева Надежда Георгиевна. Дата обращения: 29 января 2021. Архивировано 27 июля 2020 года.
40. ↑  Федосеев Сергей Петрович. Дата обращения: 29 января 2021. Архивировано 6 февраля 2021 года.
41. ↑  Чувашова Наталья Петровна. Дата обращения: 29 января 2021. Архивировано 1 февраля 2021 года.
42. ↑  Швецов Аркадий Дмитриевич. Дата обращения: 29 января 2021. Архивировано 12 ноября 2020 года.
43. ↑  Шимолин Павел Евсимонович. Дата обращения: 29 января 2021. Архивировано 5 июля 2020 года.

## Герои Социалистического Труда, прибывшие в Свердловскую область на постоянное проживание из других регионов
| №  | Фамилия, имя, отчество        | Даты жизни              | Деятельность | Дата присвоения | Отрасль        | Район проживания      | ГС        |
| -- | ----------------------------- | ----------------------- | --- | --------------- | -------------- | --------------------- | --------- |
| 1  | Альшевский Михаил Иванович    | 10.05.1930 — 06.09.2001 | Директор Ун-Юганского леспромхоза Министерства лесной, целлюлозно-бумажной и деревообрабатывающей промышленности СССР, Тюменская область | 29.06.1984      | сельхоз        | Екатеринбург          | [ ГС 1 ]  |
| 2  | Банникова Прасковья Яковлевна | 09.10.1901 — 1991       | Звеньевая колхоза «Победа» Сосновского района Челябинской области                                                                        | 26.03.1948      | сельхоз        | Невьянск              | [ ГС 2 ]  |
| 3  | Комышева Анна Никандровна     | 26.11.1914 — 25.09.2002 | Бригадир колхоза «Красный Октябрь» Вожгальского района Кировской области                                                                 | 17.03.1948      | сельхоз        | Нижний Тагил          | [ ГС 3 ]  |
| 4  | Косинцева Мария Александровна | 30.03.1926 — 13.06.2005 | Бригадир слесарей-сборщиков Шадринского автоагрегатного завода Министерства автомобильной промышленности СССР, Курганская область        | 05.04.1971      | машиностроение | Екатеринбург          | [ ГС 4 ]  |
| 5  | Леонов Василий Фёдорович      | 25.05.1926 — 08.09.1996 | Тракторист Кулундинского зерносовхоза Кулундинского района Алтайского края                                                               | 11.01.1957      | сельхоз        | Нижнесергинский район | [ ГС 5 ]  |
| 6  | Меликов Шафи                  | 1928 — ????             | Горнорабочий шахты № 8 рудоуправления «Таджикуголь» Среднеазиатского совнархоза, Таджикская ССР                                          | 03.04.1965      | углепром       | Первоуральск          |           |
| 7  | Мосягина Раиса Андреевна      | 20.03.1936 — 20.02.2022 | Мастер Научно-производственного объединения имени С. М. Кирова Министерства машиностроения СССР, гор. Пермь                              | 08.09.1975      | оборонпром     | Екатеринбург          | [ ГС 6 ]  |
| 8  | Пономарёв Сергей Кузьмич      | 1913—1989               | Управляющий фермой племенного молочного совхоза «Омский» Министерства совхозов СССР, Омский район Омской области                         | 12.11.1951      | сельхоз        | Талицкий район        | [ ГС 7 ]  |
| 9  | Попков Лаврентий Давыдович    | 18.08.1912 — 08.12.1992 | Дорожный мастер Сольвычегодской дистанции пути Северной железной дороги, Архангельская область                                           | 04.08.1966      | транспорт      | Екатеринбург          | [ ГС 8 ]  |
| 10 | Титов Борис Иванович          | 02.01.1904 — 28.02.1992 | Старший агроном Базановской МТС Бирского района Башкирской АССР                                                                          | 02.04.1948      | сельхоз        | Белоярский район      | [ ГС 9 ]  |
| 11 | Янкин Илларион Павлович       | 20.06.1910 — 14.09.1964 | Директор Дзержинского совхоза Октябрьского района Северо-Казахстанской области                                                           | 11.01.1957      | сельхоз        | Екатеринбург          | [ ГС 10 ] |